# Dennis Wilson
Dennis Carl Wilson (Inglewood, 4 de dezembro de 1944 – Marina del Rey, 28 de dezembro de 1983) foi um músico e compositor americano, conhecido principalmente por ter sido um dos fundadores e baterista da banda de rock The Beach Boys, da qual foi membro até a sua morte, por afogamento, em dezembro de 1983. O seu corpo foi enterrado no mar.
Dennis era irmão de Brian e Carl Wilson, igualmente membros dos Beach Boys e diz-se que era o único verdadeiro surfista da banda.

## Carreira a solo

### Dennis Wilson & Rumbo
Single pouco conhecido, publicado em 1969, o primeiro trabalho a solo de Dennis. Faixas:
- Sound of Free
- Lady, também conhecido como Fallin' In Love; foi posteriormente gravada pelos American Spring

### Pacific Ocean Blue
Único álbum a solo de Dennis, lançado em 1977. Entre outros, teve como colaboradores Gregg Jakobson e Daryl Dragon, o capitão dos Captain & Tennille. O álbum chegou à 96ª posição dos mais vendidos nos Estados Unidos e vendeu cerca de 300 000 exemplares, sensivelmente o mesmo que o álbum dos The Beach Boys do mesmo ano, Love You. Chegou a estar marcada uma digressão, que foi cancelada à última hora, possivelmente devido a políticas internas dos Beach Boys, mas Dennis tocou algumas das suas músicas a solo em alguns concertos dos Beach Boys. Apesar do próprio Dennis dizer que o álbum "não tinha substância", ele foi bem recebido pela crítica e continua a ser objecto de culto de alguns fãs. O álbum esteve esgotado durante muito tempo e foi muito difícil de obter durante mais de uma década, mas foi reeditado em Junho de 2008.

### Bambu
Este trabalho não chegou a ser publicado, devido a dificuldades de financiamento e de conciliação com os projectos dos Beach Boys que decorriam simultaneamente. As canções "Love Surrounds Me" and "Baby Blue" foram incluídas no álbum de 1979 L.A. (Light Album) dos Beach Boys.